# Sulfito

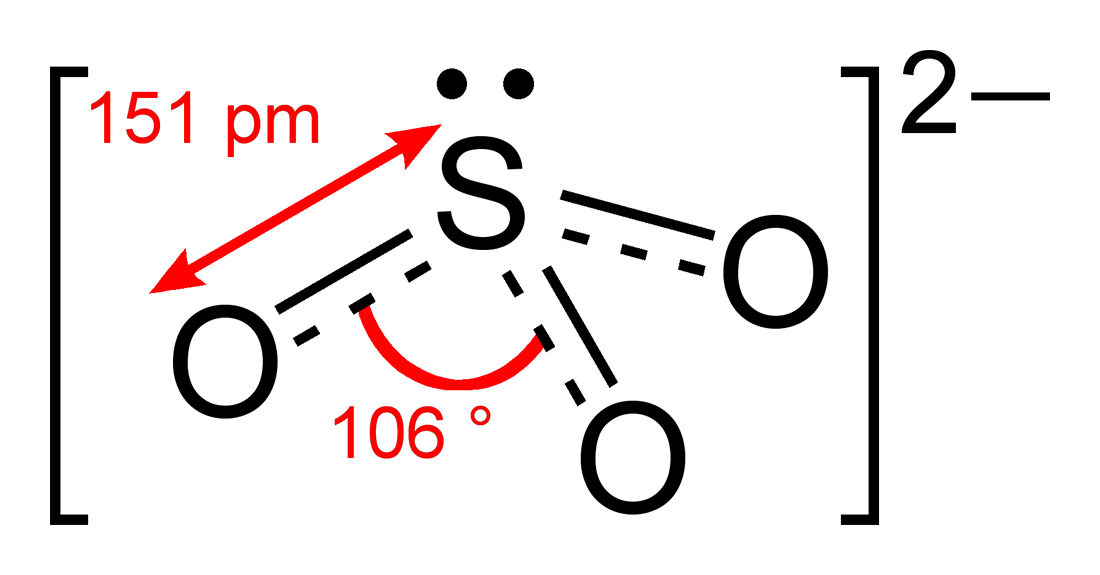
Estructura del ion sulfito

Los sulfitos son las sales o ésteres del hipotético ácido sulfuroso H2SO3.
Las sales de sulfito contienen el anión SO32-, siendo los más importantes el sulfito de sodio y el sulfito de magnesio. Se forman al poner en contacto el óxido de azufre (IV) (SO2) con disoluciones alcalinas. 
Se trata de sustancias reductoras pasando el azufre del estado de oxidación +IV a + VI. 
En disoluciones ácidas se descomponen liberando de nuevo óxido de azufre (IV).
Los sulfitos orgánicos del tipo R-O-S(=O)-O-R'(donde R y R' son grupos orgánicos) se obtienen convenientemente a partir de cloruro de tionilo (SOCl2) y alcoholes.
El ion del sulfito tiene forma de tetraedro con el átomo de azufre en el centro y los tres átomos de oxígeno y un par de electrones apuntando a las esquinas.

## Aplicaciones
Los sulfitos son derivados del azufre que se emplean como aditivos  antioxidantes en la industria alimentaria.
Además son productos de partida en la industria química. Por ejemplo, se emplean en la obtención de algunos ácidos sulfónicos.
De forma natural, el azufre es un mineral que se encuentra en regiones volcánicas.
Podemos encontrar sulfitos (no naturales, sino en forma de sales sintetizadas) en la lista de ingredientes de multitud de productos alimentarios, sobre todo en conservas: ácido sulfuroso o Dióxido de azufre (E220), sulfito de sodio (E221), sulfito ácido de sodio (E222), disulfito de sodio (E223), disulfito de potasio (E224), sulfito de calcio (E225), sulfito ácido de calcio (E226) sulfito ácido de calcio (E227) y sulfito ácido de potasio (E228).
No obstante, los sulfitos no son solo aditivos añadidos, sino que se generan y también se encuentran sulfitos en los alimentos de forma natural en muchos de los alimentos que comemos si han pasado por un proceso de fermentación, en el que las bacterias oxidan el azufre que naturalmente contienen: jengibre seco, frutas dulces secas, fermentados vegetales (especialmente la cebolla, la col), y por supuesto el vino, en el que los sulfitos son también un subproducto natural del metabolismo de la levadura durante la fermentación.
Los sulfitos en el vino están presentes dada la necesidad de realizar el trasiego de las barricas de roble durante la última etapa de fermentación.

## Reacciones
Con los aldehídos dan en disolución básica a-hidroxisulfonatos. Estos son solubles en agua y pueden ser separados de esta manera de eventuales impurezas orgánicas por extracción. El aldehído es liberado de nuevo acidulando el medio generando al mismo tiempo óxido de azufre (IV).
Con azufre elemental los sulfitos reaccionan formando tiosulfatos.
En química inorgánica los sulfitos pueden ser ligandos en complejos con metales de transición, uniéndose al metal central o a través de su par libre de electrones en el átomo de azufre o a través de los electrones de los oxígenos según la naturaleza del metal empleado, las condiciones de reacción etc.